# Dulcișor

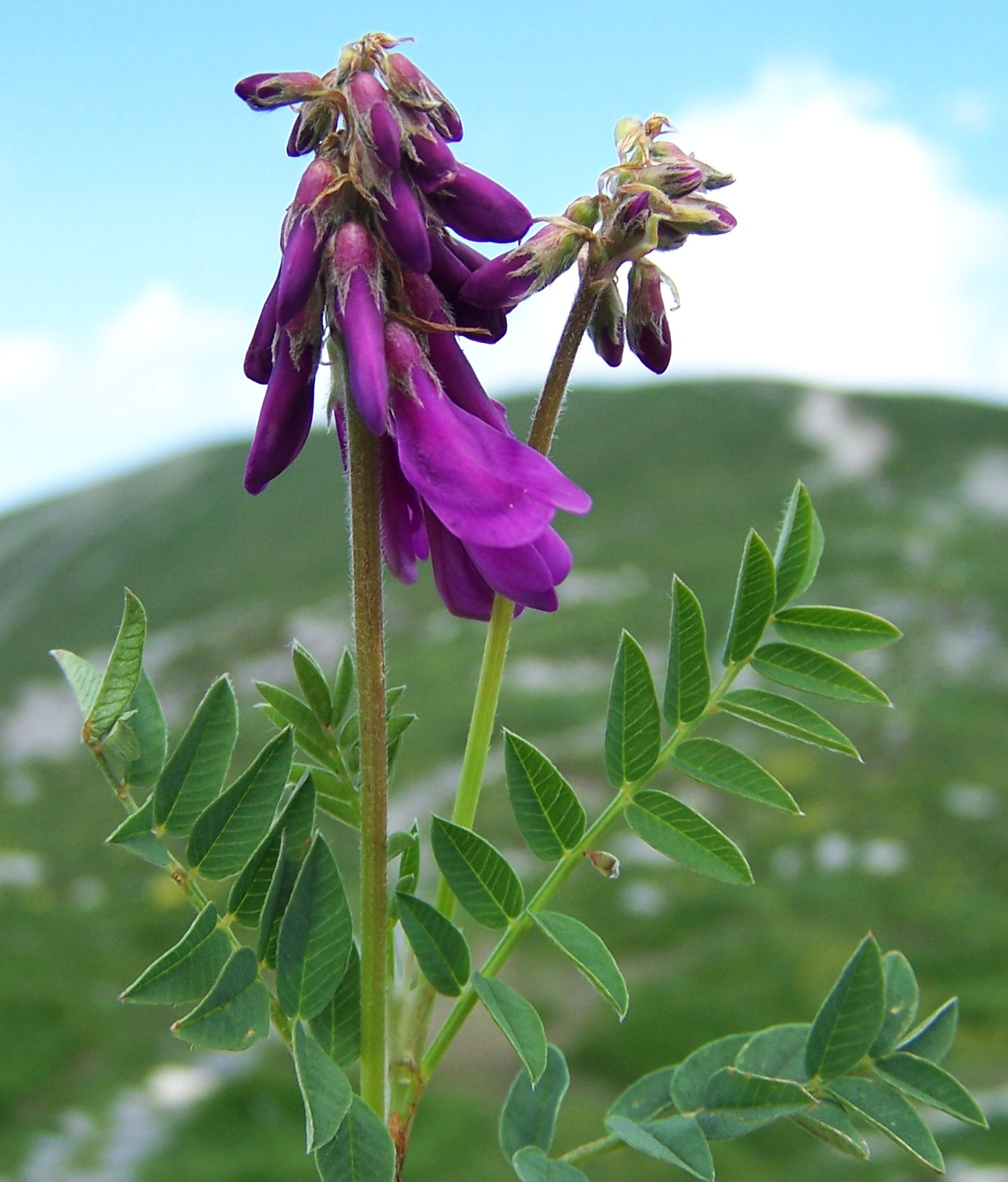
Dulcișorul

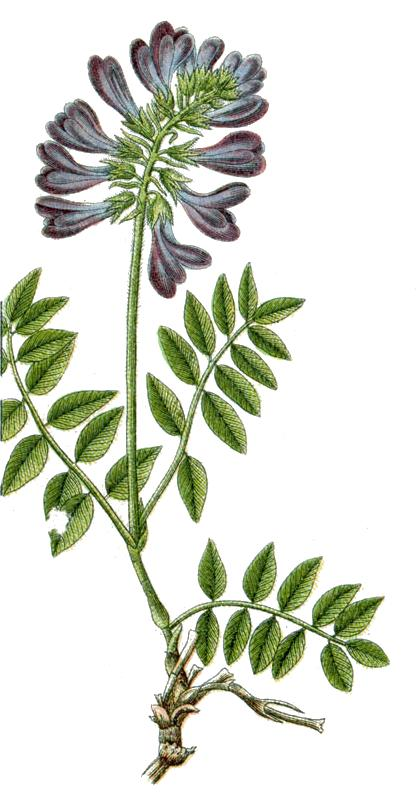
Morfologia

Dulcișorul (Hedysarum obscurum, Hedysarum hedysaroides) este o plantă din familia Leguminoaselor .

## Descriere
Dulcișorul are tulpina dreaptă, de 100-300 mm. Frunzele sunt compuse din 11-19 frunzișoare ovale, eliptice sau alungite, așezate în perechi, pe dos au nervuri foarte vizibile. Florile sunt roșii-purpurii, relativ mari (de cca. 20 mm) și sunt așezate într-un ciorchine la capătul unei codițe lungi. Florile sunt aplecate în jos și de obicei orientate într-o singură direcție. Dulcișorul înflorește în lunile iulie-august. Florile sale sunt melifere, bogate în nectar și căutate de albine.
Fructele sunt păstăi turtite, netede, gâtuite din loc în loc. Ele atârnă la vârful codiței.
Rădăcinile pot avea peste un metru. Prezintă și o tulpină subterană, orizontală, târâtoare.

## Răspândire
În România se găsește în locurile ierboase, adăpostite, pe brâne, din Munții Rondei, Bârsei și Făgărașului.